# (184928) 2005 UL524
(184928) 2005 UL524 é um asteroide da cintura principal descoberto em 27 de outubro de 2005.